# Carl Gottlob Reich

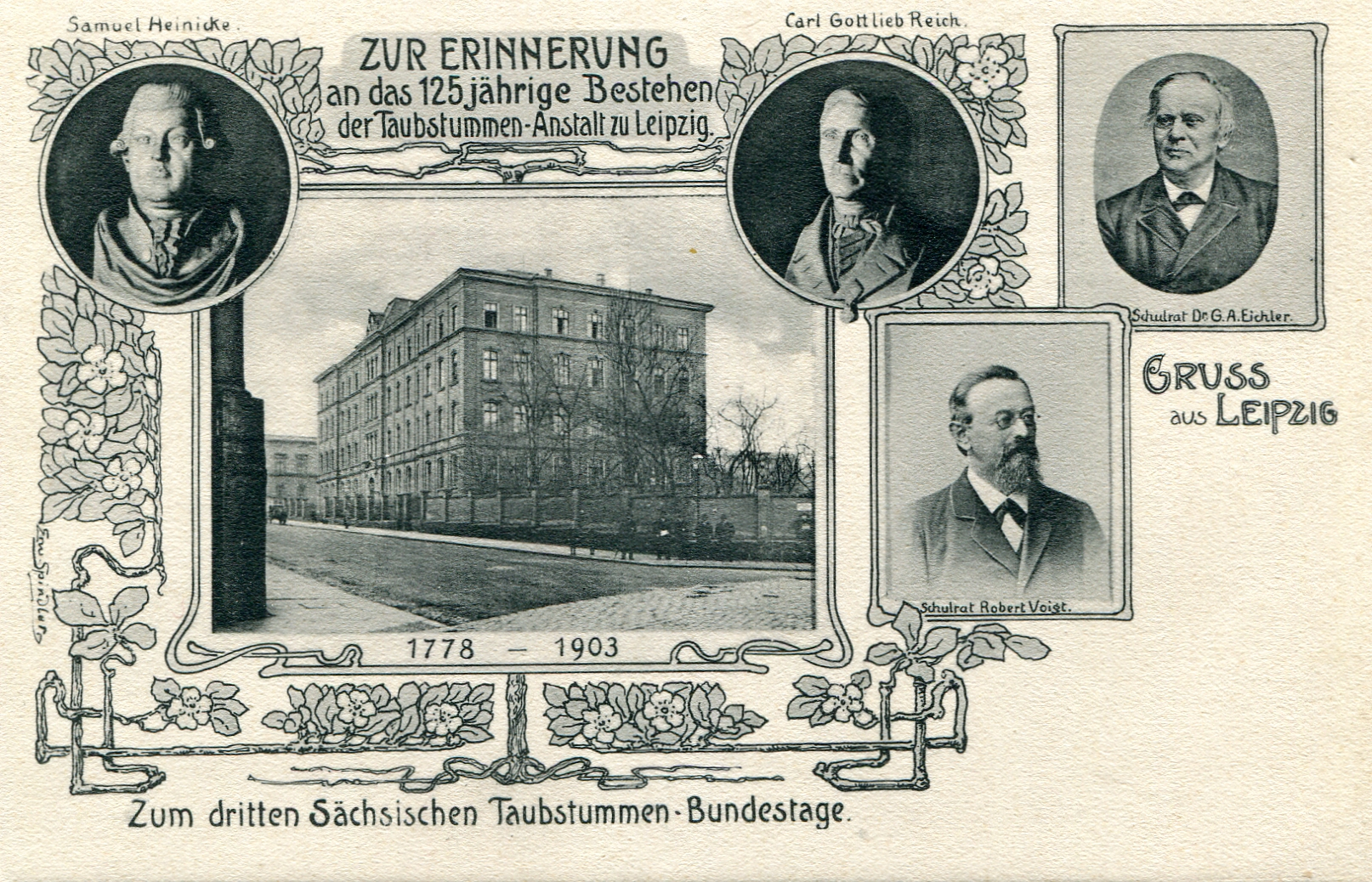
Carl Gottlob Reich abgebildet auf einer Ansichtskarte von Erwin Spindler zur Erinnerung an das 125-jährige Bestehen der Taubstummen-Anstalt zu Leipzig (1903)

Carl Gottlob Reich (* 17. Oktober 1782 in Waldheim; † 20. April 1852 in Leipzig) war ein deutscher Taubstummenlehrer und 23 Jahre Direktor des Leipziger  Taubstummen-Instituts.

## Leben
Carl Gottlob Reich wuchs in einer mittellosen Familie mit zehn Kindern auf. Das gilt als Grund, warum er erst mit 14 Jahren eine Schule besuchen konnte. 25-jährig begann er 1807 an der Universität Leipzig das Studium der Theologie. Am Leipziger Taubstummeninstitut, der ersten staatlichen Gehörlosenschule Deutschlands, nahm er 1810 eine Stelle als Hilfslehrer an und wurde zwei Jahre später erster Lehrer. Die Magisterwürde erwarb er an der Universität Wittenberg. Als 1815 der stellvertretende Direktor (Mitdirektor) der Taubstummenschule pensioniert wurde, erhielt Reich diese Stellung.
An der Einrichtung lernte er Amalie Regina Heinicke (1783–1843) kennen, die Tochter der Direktorin Anna Catharina Elisabeth Heinicke (1757–1840) und des inzwischen verstorbenen Gründers der Schule Samuel Heinicke (1727–1790). 1816 heiratete das Paar. Aus der Ehe gingen ein Sohn und eine Tochter hervor.
1822 bezog die Schule ein eigenes Haus, das einer Stiftung zu verdanken war. 38 Schüler wurden in vier Klassen unterrichtet nach dem Grundsatz des Gründers der Schule: keine Klasse über 10 Schüler. Im Jahr des 50-jährigen Bestehens der Schule, 1828, und der 50-jährigen Tätigkeit an ihr (38 Jahre als Direktorin) reichte Frau Heinicke ihre Pensionierung ein, der zum 1. Januar 1829 stattgegeben wurde. Mit diesem Tag wurde Carl Gottlob Reich Direktor. Zum 50-jährigen Jubiläum erschien seine Schrift über die Situation der Taubstummenbildung und die Geschichte der Leipziger Schule. In weiteren Schriften behandelte er Methodik und Organisationsfragen der Taubstummenbildung.
1835 wurde Reich vom sächsischen König mit dem Sächsischen Zivilverdienstorden ausgezeichnet. In seiner Amtszeit wurde 1840 durch die Stadt Leipzig ein neues Gebäude für das Taubstummeninstitut errichtet. Als er 1850 um Pensionierung bat, wurde ihm Gotthelf August Eichler (1821–1896) als Mitdirektor zur Seite gestellt, der nach seinem Tode 1852 sein Nachfolger wurde. 1854 wurde im Garten der Schule ein Denkmal für Reich aufgestellt, das mit Spenden ehemaliger Schüler errichtet worden war, aber bei weiteren Umzügen der Schule verlorengegangen ist.

## Schriften
- Carl Gottlob Reich: Blicke auf die Taubstummenbildung und Nachricht über die Taubstummenanstalt zu Leipzig. Voss, Leipzig 1828. (online)
- Carl Gottlob Reich: Der erste Unterricht des Taubstummen. Voss, Leipzig 1834.
- Carl Gottlob Reich: Dringende Wünsche für unsere Taubstummen vor und nach ihrer Schulzeit. Teubner, Leipzig 1844.